# Johann Dietrich Christian Lauenstein
Johann Dietrich Christian Lauenstein (geboren 12. März 1776 in Katlenburg; gestorben 6. Juni 1843 in Düshorn) war ein deutscher evangelischer Pastor, Superintendent und Schriftsteller.

## Leben
Der 1776 im Kurfürstentum Braunschweig-Lüneburg während der Personalunion zwischen Großbritannien und Hannover in Katlenburg bei Northeim geborene Lauenstein studierte Theologie an der Universität Rinteln und der Georg-August-Universität Göttingen.
Im Jahr 1800 trat er die Stelle als Prediger in Esbeck an. Gut ein Dutzend Jahre publizierte er über die sogenannte „Franzosenzeit“, die Besetzung Kurhannovers durch die Truppen von Napoleon Bonaparte und die Entsatzung des Königreichs Westphalen, unter dem Titel Die Befreiung meines Vaterlandes im November 1813.
Nach der Erhebung Kurhannovers zum Königreich Hannover wirkte Lauenstein ab 1815 als Pastor zunächst einige Jahre in Rehburg, bevor er 1821 als Prediger und Superintendent nach Holtorf bei Nienburg an der Weser wechselte. Später ging Lauenstein als Superintendent nach Düshorn, wo er am 6. Juni 1843 im Alter von 67 Lebensjahren starb.

## Schriften (Auswahl)
- Zuruf. An Die Beiden Jungen Tonkünstler, Friedrich Und Peter Pixis, / Von I. D. C. Lauenstein,  [um 1800]
- Gedichte / von J. D. C. Lauenstein, gewidmet der Königin Luise von Preußen, Hannover, bei den Gebrüdern Hahn: 1801
  - 2. Auflage, Hamburg: Perthes & Besser, 1823
- Die Befreiung meines Vaterlandes / im November 1813 / von J. D. C. Lauenstein, Hannover: Pockwitz, [1813]
- Unserm geliebten Landesvater, Georg dem Vierten, bei Seiner Ankunft in Hannover in tiefster Ehrfurcht gewidmet / von J. D. C. Lauenstein, Prediger in Rehburg, [1821]